# Intersputnik
Organizația Internațională pentru Comunicații Spațiale (Intersputnik), este o organizație  interguvernamentală pentru comunicații prin satelit. Intersputnik a fost creată ca răspuns al blocului estic la organizația similară occidentală, Intelsat. 
Intersputnik a fost fondată la 15 noiembrie 1971, la Moscova, de către U.R.S.S., împreună cu un grup de opt state socialiste: Polonia, Cehoslovacia, Germania de Est, Ungaria, România, , Bulgaria, Mongolia și Cuba.
Organizația a fost creată în scopul de a asigura cooperarea și coordonarea eforturilor de proiectare, instalare, funcționare și dezvoltare a unui sistem internațional de comunicații prin satelit, punctul de pornire fiind programul de cercetare Intercosmos. Obiectivul a fost și continuă să fie dezvoltarea și utilizarea comună a sateliților de comunicații. 
Restructurarea Intersputnik a început în anul 1996, prin adoptarea unor noi acte, în curs de ratificare:
- Protocolul referitor la Amendamentele la Înțelegerea cu privire la constituirea Intersputnik [2]

- Înțelegerea cu privire la funcționarea Intersputnik.[3]

Intersputnik operează 12 sateliți pe orbita geostaționară.  Aceștia oferă capacitate pentru transmisii digitale video și audio, servicii de voce și date, servicii de conectivitate de magistrală Internet pentru corporații și furnizori de Internet.
Cel mai mare client al Intersputnik este operatorul de telecomunicații internaționale Rostelecom utilizând 60% din spectru, inclusiv Siberia și Orientul Îndepărtat. Alți clienți importanți sunt Bulgarian Telecom, Comunitatea Statelor Independente (CSI) și Europa de Est. 

## State membre
În prezent, Intersputnik are 25 de state membre:

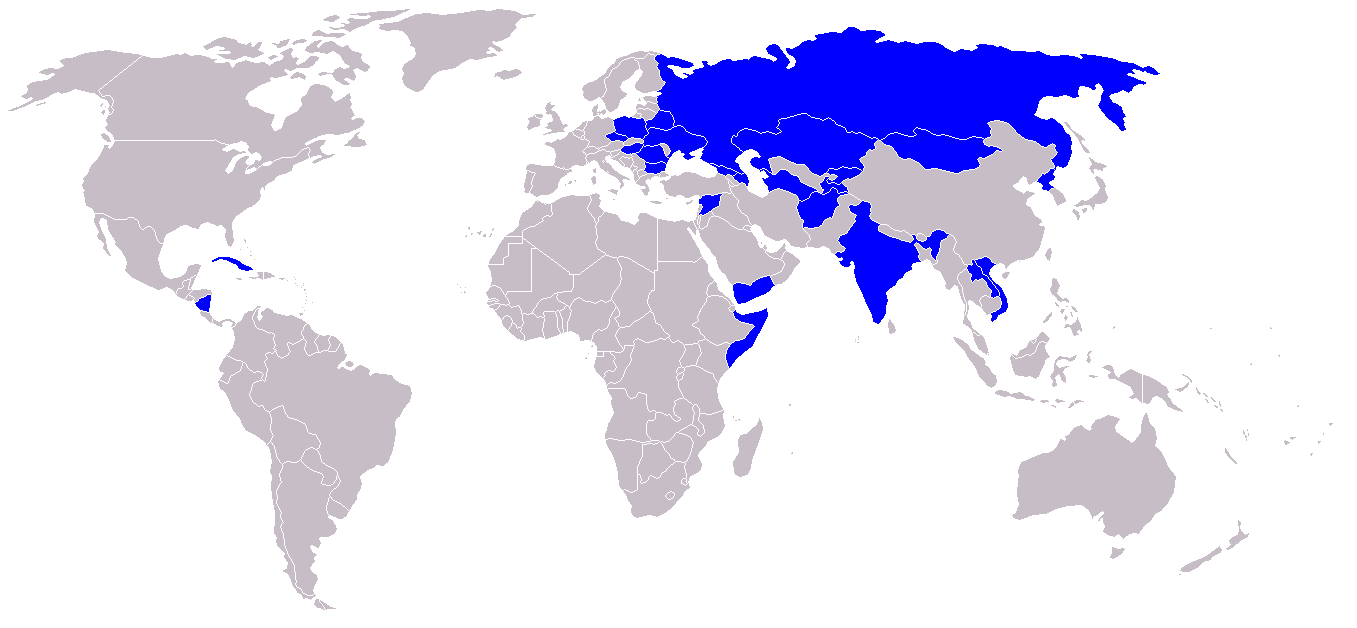
Harta statelor membre

| - Afganistan - Azerbaidjan - Belarus - Bulgaria - Cambodgia - Cuba - Cehia - Georgia - Ungaria - India - Kazahstan - Kârgâzstan | - Laos - Mongolia - Nicaragua - Coreea de Nord - Polonia - România - Rusia - Siria - Tadjikistan - Turkmenistan - Ucraina - Vietnam - Yemen |  |